# Geelhalslangklauw
De geelhalslangklauw (Macronyx flavicollis) is een zangvogel uit de familie Motacillidae (piepers en kwikstaarten).

## Verspreiding en leefgebied
Deze soort is endemisch in Ethiopië.